# Волумнії (рід)

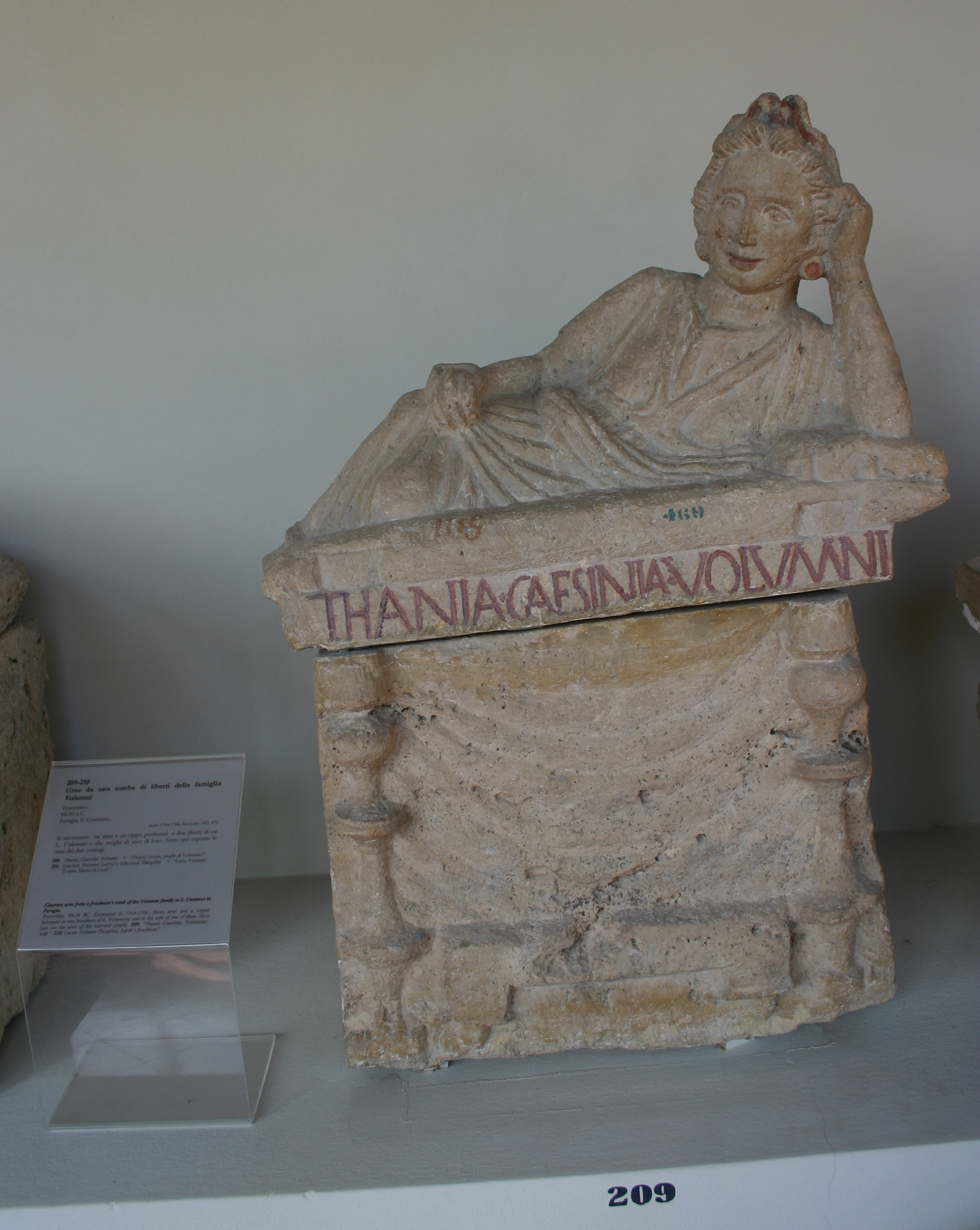
Поховальна етруська урна представника родини Волумніїв. Італія. місто Перуджа. Археологічний музей

Волумнії (лат. Volumnii) — рід патриціїв та вершників у Стародавньому Римі. Мав етруське походження. Представники роду Волумніїв оселяються у Римі невдовзі після повалення царів з роду Тарквініїв. Вони входили до групи аристократів на чолі із родом Клавдіїв. Найбільше значення та авторитет рід Волумніїв мав на початку Римської республіки. З часом, його представники займають менш значні посади у державі. Гілки роду Волумніїв: Галла, Фламма Віолент, Амінтін.

## Найвідоміші Волумнії
- Публій Волумній Амінцін Галл, консул 461 р. до н. е.
- Луцій Волумній Фламма Віолент, консул 307 і 296 рр. до н. е., переможець аллентинів та самнітів.
- Марк Волумній, прихильник Гая Марія, вбитий Луцієм Сергієм Катіліною.
- Луцій Волумній, друг Марка Туллія Цицерона.
- Публій Волумній[en] (І ст. до н. е.), філософ.
- Публій Волумній Евтрапел[ca], прихильник Марка Антонія.